# 库斯加奥恩布德鲁克
库斯加奥恩布德鲁克（Kusgaon Budruk），是印度马哈拉施特拉邦浦那县的一个城镇。总人口8567（2001年）。

## 人口
该地2001年总人口8567人，其中男性4559人，女性4008人；0—6岁人口1194人，其中男618人，女576人；识字率65.57%，其中男性为73.96%，女性为56.01%。